# 村橋勝子
村橋 勝子（むらはし かつこ）は、専門図書館司書、社史研究家。

## 経歴
鹿児島県鹿児島市出身。1966年に経済団体連合会事務局に入局し、図書館部調査役、年史グループ長、情報メディアグループ長を歴任し、2009年に退職する。在職中、一貫して図書館運営業務に従事するとともに、図書館および専門図書館に関わる関連団体、なかでも、専門図書館協議会の委員や幹事、日本図書館協会評議員、東京都図書館協会理事、企業史料協議会理事などを務める。
業務のかたわら、社史調査や社史作成、参考調査に関わる論文や書籍などを執筆する。2016年8月から2021年7月まで日本政策金融公庫の『調査月報』に「社史から読み解く経営戦略」を連載した。2024年3月から日本ビジネスプレスの運営するサイト「Japan Innovation Review」に、「社史に残る「意外」の歴史」を連載している。
1998年に第7回女性のための研究奨励賞、2004年に第6回図書館サポートフォーラム賞をそれぞれ受賞。

## 著作
詳細は「村橋勝子の社史関連著作一覧」を参照
- 『社史の研究』ダイヤモンド社（2002年）
- 『にっぽん企業家烈伝』日本経済新聞出版社（2007年）
- 『カイシャ意外史 : 社史が語る仰天創業記』日本経済新聞出版社（2008年）
- 『情報便利屋の日記 : 専門図書館への誘い』樹村房（2016年）